# Levočská kotlina
Levočská kotlina je geomorfologickou částí Medvedích chrbtů.  Leží v jejich střední části, v okolí města Levoča v levočském okrese. 

## Vymezení
Nachází se v centrální části Spiše, v severní polovině střední části Hornádské kotliny. Je jedinou částí Medvedích chrbtů a její velkou část zabírá město Levoča. Poloha kotliny způsobuje, že ji obklopuje jen vlastní podcelek.  Ze severu jižním směrem tečou vodní toky, které ústí do Levočského potoka, přítoku řeky Hornád .
Kotlina leží v sevření vrchů a zejména severně ležící Levočské vrchy umožňují zajímavé a daleké výhledy. Výjimečný je pohled z Mariánské hory přímo nad městem, které je díky bazilice významným poutním místem. Na severozápadě leží Ostrá hora  (933 m n. m.) a Brezová  (947 m n. m.), na západě Končistá  (643 m n. m.), Výhladná  (598 m n. m.) a Lúč (613 m n. m.), na jihu Kačelák (677 m n. m.) a na východě Jazerec (640 m n. m.). 

## Doprava
Územím vede ze západu (od Popradu ) na východ (do Prešova ) Evropská silnice E50 v koridoru dálnice D1, přímo Levočou prochází silnice I/18, na kterou navazují místní komunikace. Z jihu je město napojeno přivaděčem na D1, silnicí II/533 s městem Spišská Nová Ves, a stejným směrem vede i železniční trať Spišská Nová Ves - Levoča. 

## Turismus
Území s městem Levoča v centrální části patří díky středověkým stavebním památkám zapsaným na seznamu světového kulturního dědictví UNESCO k nejnavštěvovanějším regionům Slovenska. Významným cílem věřících je Mariánská hora s bazilikou, která je součástí Slovenské mariánské cesty.

### Turistické trasy
- po  modré značce z centra Levoče přes Mariánskou horu do Levočské Doliny
- po  modré značce z centra Levoče přes Kačelák (677 m n. m.) do obce Harichovce
- po  zelené značce z Levoče na rozcestí Zbojnícka lúka[2]